# Anton Sailer
Anton Engelbert "Toni" Sailer, född 17 november 1935 i Kitzbühel, död 24 augusti 2009 i Innsbruck, var en österrikisk alpin skidåkare och skådespelare.
Toni Sailer vann omkring 170 skidtävlingar under sin karriär. Sailers största framgångar kom under de olympiska vinterspelen i Cortina d'Ampezzo 1956 då han vann tre guldmedaljer. Till följd av sitt stora genombrott som 21-årig supertalang i OS fick han smeknamnet "Der Schwarze Blitz aus Kitz" (den svarta blixten från Kitzbühel). Två år senare utspelades alpina VM på hemmaplan. Toni Sailer levde upp till förväntningarna och tog åter medalj i alla discipliner, tre guld och ett silver. Tre år i rad utsågs han till årets sportprofil: 1956, 1957 och 1958.
Sailer avslutade sin aktiva karriär redan 1959. Åren 1972–1976 arbetade han som chefstränare för det österrikiska skidförbundet och var bland annat med och utvecklade den unga talangen Franz Klammer. För sitt bidrag till den olympiska rörelsen förlänades Toni Sailer 1985 förtjänstutmärkelsen Olympic Order av Internationella olympiska kommittén, IOK. Mellan 1986 och 2006 var han också chef för den klassiska utförsåkningstävlingen Hahnenkammrennen i Kitzbühel. Sailer har också verkat som skådespelare och schlagersångare. Sailer avled den 24 augusti 2009, efter en längre tids sjukdom.